# كوروشيما ميتشيفوسا
كوروشيما ميتشيفوسا (来島 通総, 1562 – 26\10\1597) كان ساموراي ياباني في أواخر فترة سينغوكو، وهو الابن الرابع لموراكامي ميشياسو (村上 通 康). كان والده زعيمًا لإحدى بحريات موراكامي الثلاث، القوى البحرية الرئيسية في القرن السادس عشر. قتل في معركة ميونغنيانغ على يد قوات الأدميرال إي سن شن. كان الداي ميو الوحيد الذي قُتل في أثناء الحرب. 

## في الثقافة الحديثة
تم تأدية دوره بواسطة ريو سونغ ريونغ في فيلم "The Admiral: Roaring Currents" لعام 2014.